# كايل ديفيس (لاعب كرة قدم)
كايل ديفيس (بالإنجليزية: Kyle Davis)‏ هو لاعب كرة قدم أمريكي في مركزي الهجوم والوسط، ولد في 1 أبريل 2001 في باوي في الولايات المتحدة. لعب مع لودون يونايتد.